# Bergen Lufthavn
 Der er for få eller ingen kildehenvisninger i denne artikel, hvilket er et problem. Du kan hjælpe ved at angive troværdige kilder til de påstande, som fremføres i artiklen.

Bergen lufthavn, Flesland er beliggende i den sydlige del af Bergen kommune i Norge. Baseret på antal passagerer var lufthavnen i 2007 den største lufthavn i de nordiske lande, der ikke er placeret ved siden af en hovedstad. Lufthavnen er beliggende på Flesland ca. 20 km syd for Bergen. Den blev afsluttet i 1955. Bybanen i Bergen, som fører til Byparken i Bergen centrum, har terminal på Bergen Lufthavn.
Flesland er den næststørste lufthavn i Norge, og havde 98.936 civile luftbevægelser og 6.021.020 passagerer i 2015.
Det første skridt i retning af en lufthavn blev taget i 1937, da dele af virksomheden Flesland var eksproprieret af kommunen. I 1952 besluttede Norges regering, at lufthavnen ville blive bygget på Flesland, og i 1955 blev den nye lufthavn færdig med en landingsbane på 2990 meter. Den oprindelige lufthavn blev hovedsageligt finansieret af NATO.

## Statistikker
| År   | Passagerer                                                           | Statistikker                                                         |
| ---- | -------------------------------------------------------------------- | -------------------------------------------------------------------- |
| 2001 | 3 673 577                                                            | Grafer er midlertidigt utilgængelige på grund af tekniske problemer. |
| 2002 | 3 553 438                                                            | Grafer er midlertidigt utilgængelige på grund af tekniske problemer. |
| 2003 | 3 587 805                                                            | Grafer er midlertidigt utilgængelige på grund af tekniske problemer. |
| 2004 | 3 932 759                                                            | Grafer er midlertidigt utilgængelige på grund af tekniske problemer. |
| 2005 | 3 863 198                                                            | Grafer er midlertidigt utilgængelige på grund af tekniske problemer. |
| 2006 | 4 358 038                                                            | Grafer er midlertidigt utilgængelige på grund af tekniske problemer. |
| 2007 | 4 852 740                                                            | Grafer er midlertidigt utilgængelige på grund af tekniske problemer. |
| 2008 | 5 037 451                                                            | Grafer er midlertidigt utilgængelige på grund af tekniske problemer. |
| 2009 | 4 862 869                                                            | Grafer er midlertidigt utilgængelige på grund af tekniske problemer. |
| 2010 | 5 081 700                                                            | Grafer er midlertidigt utilgængelige på grund af tekniske problemer. |
| 2011 | 5 601 394                                                            | Grafer er midlertidigt utilgængelige på grund af tekniske problemer. |
| 2012 | 5 800 000                                                            | Grafer er midlertidigt utilgængelige på grund af tekniske problemer. |
| 2013 | 6 213 960                                                            | Grafer er midlertidigt utilgængelige på grund af tekniske problemer. |
| 2014 | 6 216 841                                                            | Grafer er midlertidigt utilgængelige på grund af tekniske problemer. |
| 2015 | 6 021 020                                                            | Grafer er midlertidigt utilgængelige på grund af tekniske problemer. |
| 2016 | 5 949 060                                                            | Grafer er midlertidigt utilgængelige på grund af tekniske problemer. |
|      | Grafer er midlertidigt utilgængelige på grund af tekniske problemer. |                                                                      |